# Малиновка (Краснополянське сільське поселення)
Мали́новка (рос. Малиновка) — присілок у складі Нікольського району Вологодської області, Росія. Входить до складу Краснополянського сільського поселення.

## Населення
Населення — 37 осіб (2010; 52 у 2002).
Національний склад (станом на 2002 рік):
- росіяни — 100 %